# クラッシュカバー

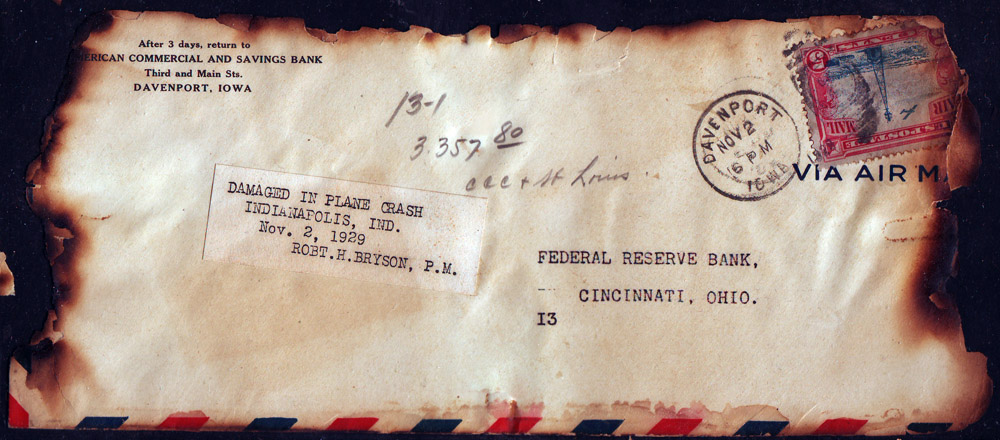
航空事故に遭遇し、焼け焦げた郵便物

クラッシュカバー（英語: crash cover）とは、交通機関の事故によって、逓送が妨げられる等の郵便事故に遭遇した郵便物を指す。狭義では、航空事故カバー、つまり、航空事故の事故機から回収された郵便物を指し示す。しかし、広義では、海難事故や鉄道事故など、様々な事故によるものも含む。

## 概要
通常、郵便物の逓送には、様々な交通機関が使用されるが、なんらかの事故によって、たとえば地震・水害などのため、交通が滞り、延着することがある。この時、遅延の理由を説明する説明文を記した付箋、もしくはスタンプが押される場合がある。
また、輸送機関の事故の中でも、船舶の遭難や航空機の墜落に遭遇した場合には、郵便物が滅失する場合も少なくない。たとえ運良く回収されても、その郵便物は毀損汚損（水ぬれや焼け焦げ等）を受けている場合がある。そのため、付箋やスタンプにくわえ、テープで補修したり別の封筒に入れなおし、受取人もしくは配送人に送り返されることがある。それらクラッシュカバーは、切手収集家や歴史愛好家によって高額で取引されることがある。
切手収集家のなかでも、航空郵便史コレクションを専門分野に収集するものにとって、このようなクラッシュカバーは非常に珍重されている。特に悲劇的、かつ重要な事故に遭遇したクラッシュカバーほど珍重される。
- たとえば、1937年のドイツの飛行船・ヒンデンブルク号の炎上事故から救出された、367通の郵便物が有名である。現存するものはいずれも10,000USドル以上で取引されており、2001年5月にオークションにかけられたカバーには、85,000スイス・フラン（日本円で約850万円）の落札価格であった。
- またアメリカ合衆国の航空郵便研究団体である、American Air Mail Society には、クラッシュカバーを専門に研究する分科会も存在する。

## 具体例
- 1954年の洞爺丸事故で沈没した青函連絡船洞爺丸には、郵便物が搭載かつ船内郵便局が設置され、区分作業を行っていた。このため、北海道から本州に輸送する郵便物が多数破損した。引き上げ後、宛名ないし送り主が判明した郵便物については、事故に遭遇した旨を説明する付箋を貼ったうえで配達され、事故を証言するものとなっている。
- 1954年の英国海外航空781便墜落事故。世界初の実用ジェット旅客機であったデ・ハビランド コメットの墜落事故によって発生した。同事故は、ジェット旅客機の設計において後に重大な教訓を残す事になる航空史上に希有な事例として記録されている。
- 1970年のよど号ハイジャック事件において、当該便に搭載された九州宛の郵便物は大幅に配達が遅れたため、郵政省によって当該便搭載の旨を説明する付箋がつけられ配達された。
- 2001年のアメリカ同時多発テロ事件ではニューヨーク世界貿易センターの跡地から、突入した航空機に搭載されていた郵便物のうち一通が奇跡的に回収され、ボストンの発送人に差し戻された。